# ФК Будућност Бања Лука
ФК Будућност је фудбалски клуб из Шарговца, Бањалука, Република Српска, БиХ. Такмичи се у Подручној лиги Републике Српске група Бања Лука.

## Историја
Клуб је основан 1. априла 1972. године. 
Навијачи Будућности се зову Ђубрад.